# 818

## Nașteri
- dată necunoscută: Sahl al-tustari  (d. 896)

## Decese
- 5 septembrie: Ali al-Ridha  (n. 770)
- 17 aprilie: Bernard de Italia  (n. 797)
- 3 octombrie: Ermengarda de Hesbaye  (n. 778)
- iunie: Anthimus de Neapole  (n. ?)